# Mateo Ponte
Pour les articles homonymes, voir Ponte.
Mateo Ponte Costa, plus simplement connu sous le nom de Mateo Ponte, né le 24 mai 2003 à Montevideo, est un footballeur uruguayen qui joue au poste d'arrière droit au Botafogo FR.

## Biographie

### Carrière en club
Né à Montevideo en Uruguay, Mateo Ponte est formé par le Danubio FC, où il commence sa carrière professionnelle. Il joue son premier match avec l'équipe première du club le 4 février 2021, lors d'une victoire 4-0 en championnat contre River Plate.

### Botafogo
En août 2023, Mateo Ponte a été annoncé par Botafogo pour la saison.
En août, Mateo Ponte a fait ses débuts sous le maillot de Botafogo lors de la victoire 3-0 contre Bahia, au stade Nilton Santos, lors de la 21e journée du Championnat du Brésil.

### Carrière en sélection
En décembre 2022, Mateo Ponte est convoqué en équipe d'Uruguay des moins de 20 ans,, prenant part à un match amical contre le Pérou,.
Le 3 janvier 2023, il est appelé par Marcelo Broli pour le Championnat d'Amérique du Sud des moins de 20 ans qui commence à la fin du mois,.
L'Uruguay termine deuxième du championnat, ne cédant sa première place au Brésil que lors de la dernière journée, à la faveur d'une défaite contre ces derniers,,.

## Palmarès
Uruguay -20 ans
- Championnat d'Amérique du Sud
  - Vice-champion en 2023
- Coupe du monde
  - Champion en 2023